# A Manchester United FC 1998–1999-es szezonja
A Manchester United FC 1998–1999-es szezonja hetedik évük volt a Premier League-ben és sorozatban a 24. az első osztályban. Azt követően, hogy az előző szezonban egy címet se nyert el a csapat, a United triplázott az 1998–1999-es évadban, megnyerve a Premier League-et, az FA-Kupát és az UEFA-bajnokok ligáját, az első angol csapat, aminek ez sikerült. A szezonban a United mindössze ötször kapott ki: a szuperkupában az Arsenaltól, a ligakupa ötödik fordulójában a Tottenham Hotspurtől és háromszor a bajnokságban. Egyetlen vereségük hazai pályán a Middlesbrough ellen volt, 1998 decemberében. December 26-tól kezdve 33 mérkőzésen keresztül volt veretlen a United, a sorozat a Nottingham Forest ellen kezdődött, akiket később rekordnak számító 8–1-re vertek idegenben februárban. A szezonban többször is hátrányból nyert a csapat, például az FA-Kupa negyedik fordulójában a Liverpool ellen, a Bajnokok ligája elődöntőjében a Juventus ellen és a csapat egyik legikonikusabb mérkőzésén, a sorozat döntőjében a Bayern München ellen, mikor Teddy Sheringham és Ole Gunnar Solskjær a három perces hosszabbításban találtak be, hogy megnyerjék a trófeát.
Gary Pallister és Brian McClair elhagyták a csapatot a szezon előtt, de helyükre klubrekord összegekért érkezett Jaap Stam holland védő a PSV Eindhoven csapatából és Dwight Yorke trinidadi csatár az Aston Villából. 1998 novemberében Peter Schmeichel kapus bejelentette, hogy nyolc év után el fogja hagyni az Old Traffordot és csatlakozik a portugál Sporting CP csapatához a szezon végén. Az évad elején a BSkyB közel állt a csapat megvásárlásához több, mint 600 millió fontért, de a brit kormány megvétózta a megegyezést.
Rajongók és szakértők is a triplázást tekintik Alex Ferguson pályafutása legnagyobb sikerének. A teljesítményért Fergusont lovaggá ütötte a királynő és Glasgow díszpolgára lett 1999 novemberében. David Beckhamet megválasztották az UEFA év labdarúgójának és második lett az Aranylabda, illetve a FIFA Év labdarúgója szavazásain Rivaldo mögött.

## Előszezon és barátságos mérkőzések
| Dátum               | Ellenfél                | H / V | Végeredmény | Gólszerzők                                                    | Nézőszám |
| ------------------- | ----------------------- | ----- | ----------- | ------------------------------------------------------------- | -------- |
| 1998. július 25.    | Birmingham City         | V     | 3–4         | Mulryne 21' (b.), 38', 56' (b.)                               | 20 708   |
| 1998. július 27.    | Vålerenga               | V     | 2–2         | Scholes 12', Solskjær 14'                                     | 19 700   |
| 1998. július 31.    | Brøndby                 | V     | 6–0         | Sheringham 33', 71', Scholes 44', Cole 66', 84', Cruyff 90'   | 27 022   |
| 1998. augusztus 4.  | Brann                   | V     | 4–0         | Irwin 43', 44' (b.), 55' (b.), Cole 82'                       | 16 100   |
| 1998. augusztus 18. | Éric Cantona Európai 11 | H     | 8–4         | P. Neville, Butt, Scholes, Giggs, Cantona, Cruyff, Notman (2) | 55 121   |
| 1999. január 18.    | Aberdeen                | V     | 1–1(6–7 b.) | Johnsen 51'                                                   | 21 500   |

## Angol szuperkupa
| Dátum              | Ellenfél | H / V | Végeredmény | Gólszerzők | Nézőszám |
| ------------------ | -------- | ----- | ----------- | ---------- | -------- |
| 1998. augusztus 9. | Arsenal  | S     | 0–3         |            | 67 342   |

## Premier League

### Mérkőzések
| Dátum                | Ellenfél            | H / V | Végeredmény | Gólszerzők                                               | Nézőszám | Helyezés |
| -------------------- | ------------------- | ----- | ----------- | -------------------------------------------------------- | -------- | -------- |
| 1998. augusztus 15.  | Leicester City      | H     | 2–2         | Sheringham 79', Beckham 90'                              | 55 052   | 7.       |
| 1998. augusztus 22.  | West Ham United     | V     | 0–0         |                                                          | 26 039   | 11.      |
| 1998. szeptember 9.  | Charlton Athletic   | H     | 4–1         | Solskjær 39', 63', Yorke 45', 48'                        | 55 147   | 9.       |
| 1998. szeptember 12. | Coventry City       | H     | 2–0         | Yorke 20', Johnsen 48'                                   | 55 193   | 5.       |
| 1998. szeptember 20. | Arsenal             | V     | 0–3         |                                                          | 38 142   | 10.      |
| 1998. szeptember 24. | Liverpool           | H     | 2–0         | Irwin 19' (b.), Scholes 80'                              | 55 181   | 2.       |
| 1998. október 3.     | Southampton         | V     | 3–0         | Yorke 12', Cole 60', Cruyff 75'                          | 15 251   | 2.       |
| 1998. október 17.    | Wimbledon           | H     | 5–1         | Cole 19', 88', Giggs 45', Beckham 47', Yorke 52'         | 55 265   | 2.       |
| 1998. október 24.    | Derby County        | V     | 1–1         | Cruyff 86'                                               | 30 867   | 2.       |
| 1998. október 31.    | Everton             | V     | 4–1         | Yorke 14', Short 23' (ö.g.), Cole 59', Blomqvist 64'     | 40 079   | 2.       |
| 1998. november 8.    | Newcastle United    | H     | 0–0         |                                                          | 55 174   | 3.       |
| 1998. november 14.   | Blackburn Rovers    | H     | 3–2         | Scholes 31', 59', Yorke 43'                              | 55 198   | 2.       |
| 1998. november 21.   | Sheffield Wednesday | V     | 1–3         | Cole 29'                                                 | 39 475   | 2.       |
| 1998. november 29.   | Leeds United        | H     | 3–2         | Solskjær 45', Keane 46', Butt 78'                        | 55 172   | 2.       |
| 1998. december 5.    | Aston Villa         | V     | 1–1         | Scholes 47'                                              | 39 241   | 2.       |
| 1998. december 12.   | Tottenham Hotspur   | V     | 2–2         | Solskjær (2) 11', 18'                                    | 36 079   | 1.       |
| 1998. december 16.   | Chelsea             | H     | 1–1         | Cole 45'                                                 | 55 159   | 2.       |
| 1998. december 19.   | Middlesbrough       | H     | 2–3         | Butt 62', Scholes 70'                                    | 55 152   | 3.       |
| 1998. december 26.   | Nottingham Forest   | H     | 3–0         | Johnsen 28', 60', Giggs 62'                              | 55 216   | 4.       |
| 1998. december 29.   | Chelsea             | V     | 0–0         |                                                          | 34 741   | 4.       |
| 1999. január 10.     | West Ham United     | H     | 4–1         | Yorke 10', Cole 40', 68', Solskjær 81'                   | 55 180   | 3.       |
| 1999. január 16.     | Leicester City      | V     | 6–2         | Yorke 10', 64', 86', Cole 50', 62', Stam 90'             | 22 091   | 3.       |
| 1999. január 31.     | Charlton Athletic   | V     | 1–0         | Yorke 89'                                                | 20 043   | 1.       |
| 1999. február 3.     | Derby County        | H     | 1–0         | Yorke 65'                                                | 55 174   | 1.       |
| 1999. február 6.     | Nottingham Forest   | V     | 8–1         | Yorke 2', 67', Cole 7', 50', Solskjær 80', 88', 90', 90' | 30 025   | 1.       |
| 1999. február 17.    | Arsenal             | H     | 1–1         | Cole 61'                                                 | 55 171   | 1.       |
| 1999. február 20.    | Coventry City       | V     | 1–0         | Giggs 79'                                                | 22 596   | 1.       |
| 1999. február 27.    | Southampton         | H     | 2–1         | Keane 80', Yorke 84'                                     | 55 316   | 1.       |
| 1999. március 13.    | Newcastle United    | V     | 2–1         | Cole 25', 51'                                            | 36 776   | 1.       |
| 1999. március 21.    | Everton             | H     | 3–1         | Solskjær 55', G. Neville 64', Beckham 67'                | 55 182   | 1.       |
| 1999. április 3.     | Wimbledon           | V     | 1–1         | Beckham 44'                                              | 26 121   | 1.       |
| 1999 április 17.     | Sheffield Wednesday | H     | 3–0         | Solskjær 34', Sheringham 45', Scholes 62'                | 55 270   | 1.       |
| 1999 április 25.     | Leeds United        | V     | 1–1         | Cole 55'                                                 | 40 255   | 2.       |
| 1999. május 1.       | Aston Villa         | H     | 2–1         | Watson 20' (ö.g.), Beckham 47'                           | 55 189   | 2.       |
| 1999. május 5.       | Liverpool           | V     | 2–2         | Yorke 22', Irwin 57' (b.)                                | 44 702   | 2.       |
| 1999. május 9.       | Middlesbrough       | V     | 1–0         | Yorke 45'                                                | 34 665   | 1.       |
| 1999. május 12.      | Blackburn Rovers    | V     | 0–0         |                                                          | 30 436   | 1.       |
| 1999. május 16.      | Tottenham Hotspur   | H     | 2–1         | Beckham 43', Cole 48'                                    | 55 189   | 1.       |

1. ↑  A helyezés közvetlenül a mérkőzés után rögzítve

### Tabella
| # | Csapat            | Mérk. | Gy | D  | V  | Rg | Kg | Gk  | Pont | Megjegyzés                            |
| - | ----------------- | ----- | -- | -- | -- | -- | -- | --- | ---- | ------------------------------------- |
| 1 | Manchester United | 38    | 22 | 13 | 3  | 80 | 37 | +43 | 79   | Bajnokok Ligája csoportkör            |
| 2 | Arsenal           | 38    | 22 | 12 | 4  | 59 | 17 | +42 | 78   | Bajnokok Ligája csoportkör            |
| 3 | Chelsea           | 38    | 20 | 15 | 3  | 57 | 30 | +27 | 75   | Bajnokok Ligája harmadik selejtezőkör |
| 4 | Leeds United      | 38    | 18 | 13 | 7  | 62 | 34 | +28 | 67   | UEFA-kupa első kör                    |
| 5 | West Ham United   | 38    | 16 | 9  | 13 | 46 | 53 | −7  | 57   | UEFA Intertotó-kupa harmadik kör      |

## FA-Kupa
| Dátum             | Forduló                     | Ellenfél         | H / V | Végeredmény | Gólszerzők                          | Nézőszám |
| ----------------- | --------------------------- | ---------------- | ----- | ----------- | ----------------------------------- | -------- |
| 1999. január 3.   | Harmadik forduló            | Middlesbrough    | H     | 3–1         | Cole 68', Irwin 82' (b.), Giggs 90' | 52 232   |
| 1999. január 24.  | Negyedik forduló            | Liverpool        | H     | 2–1         | Yorke 88', Solskjær 90'             | 54 591   |
| 1999. február 14. | Ötödik forduló              | Fulham           | H     | 1–0         | Cole 26'                            | 54 798   |
| 1999. március 7.  | Hatodik forduló             | Chelsea          | H     | 0–0         |                                     | 54 587   |
| 1999. március 10. | Hatodik forduló újrajátszás | Chelsea          | V     | 2–0         | Yorke 4', 59'                       | 33 075   |
| 1999. április 11. | Elődöntő                    | Arsenal          | N     | 0–0 (h.u.)  |                                     | 39 217   |
| 1999. április 14. | Elődöntő újrajátszás        | Arsenal          | N     | 2–1 (h.u.)  | Beckham 17', Giggs 109'             | 30 223   |
| 1999. május 22.   | Döntő                       | Newcastle United | N     | 2–0         | Sheringham 11', Scholes 52'         | 79 101   |

## Ligakupa
| Dátum              | Forduló          | Ellenfél          | H / V | Végeredmény | Gólszerzők                  | Nézőszám |
| ------------------ | ---------------- | ----------------- | ----- | ----------- | --------------------------- | -------- |
| 1998. október 28.  | Harmadik forduló | Bury              | H     | 2–0 (h.u.)  | Solskjær 106', Nevland 115' | 52,495   |
| 1998. november 11. | Negyedik forduló | Nottingham Forest | H     | 2–1         | Solskjær 57', 60'           | 37,337   |
| 1998. december 2.  | Ötödik forduló   | Tottenham Hotspur | V     | 1–3         | Sheringham 70'              | 35,702   |

## UEFA-bajnokok ligája

### Selejtező
| Dátum               | Forduló                   | Ellenfél | H / V | Végeredmény | Gólszerzők          | Nézőszám |
| ------------------- | ------------------------- | -------- | ----- | ----------- | ------------------- | -------- |
| 1998. augusztus 12. | Második selejtező-forduló | ŁKS Łódź | H     | 2–0         | Giggs 16', Cole 81' | 50 906   |
| 1998. augusztus 26. | Második selejtező-forduló | ŁKS Łódź | V     | 0–0         |                     | 8 000    |

### Csoportkör
| Dátum                | Ellenfél       | H / V | Végeredmény | Gólszerzők                                                   | Nézőszám | Helyezés |
| -------------------- | -------------- | ----- | ----------- | ------------------------------------------------------------ | -------- | -------- |
| 1998. szeptember 16. | Barcelona      | H     | 3–3         | Giggs 17', Scholes 25', Beckham 64'                          | 53 601   | 3.       |
| 1998. szeptember 30. | Bayern München | V     | 2–2         | Yorke 30', Scholes 49'                                       | 53 000   | 3.       |
| 1998. október 21.    | Brøndby        | V     | 6–2         | Giggs 2', 21', Cole 28', Keane 55', Yorke 60', Solskjær 62'  | 40 315   | 1.       |
| 1998. november 4.    | Brøndby        | H     | 5–0         | Beckham 7', Cole 13', P. Neville 16', Yorke 28', Scholes 62' | 53 250   | 1.       |
| 1998. november 25.   | Barcelona      | V     | 3–3         | Yorke 25', 68', Cole 53'                                     | 67 648   | 2.       |
| 1998. december 9.    | Bayern München | H     | 1–1         | Keane 43'                                                    | 54 434   | 2.       |

1. ↑  A helyezés közvetlenül a mérkőzés után rögzítve

### Egyenes kieséses szakasz
| Dátum             | Forduló     | Ellenfél       | H / V | Végeredmény | Gólszerzők                     | Nézőszám |
| ----------------- | ----------- | -------------- | ----- | ----------- | ------------------------------ | -------- |
| 1999. március 3.  | Negyeddöntő | Internazionale | H     | 2–0         | Yorke 6', 45'                  | 54 430   |
| 1999. március 17. | Negyeddöntő | Internazionale | V     | 1–1         | Scholes 88'                    | 79 528   |
| 1999. április 7.  | Elődöntő    | Juventus       | H     | 1–1         | Giggs 90+2'                    | 54 487   |
| 1999. április 21. | Elődöntő    | Juventus       | V     | 3–2         | Keane 24', Yorke 34', Cole 84' | 60 806   |

#### Döntő
| 1999. május 26. 20:45 (CET) |

| Manchester United               | 2–1               | Bayern München |
| ------------------------------- | ----------------- | -------------- |
| Sheringham 90+1' Solskjær 90+3' | (0–1) Jegyzőkönyv | Basler 6'      |

| Camp Nou, Barcelona Nézőszám: 90 045 Játékvezető: Pierluigi Collina (olasz) |

## Statisztika
| #  | BL# | Poszt | Név                  | Bajnokság | Bajnokság | FA-Kupa | FA-Kupa | Ligakupa | Ligakupa | Európa | Európa | Egyéb | Egyéb | Összesen | Összesen |
| #  | BL# | Poszt | Név                  | P.        | Gólok     | P.      | Gólok   | P.       | Gólok    | P.     | Gólok  | P.    | Gólok | P.       | Gólok    |
| -- | --- | ----- | -------------------- | --------- | --------- | ------- | ------- | -------- | -------- | ------ | ------ | ----- | ----- | -------- | -------- |
| 1  | 1   | KA    | Peter Schmeichel     | 34        | 0         | 8       | 0       | 0        | 0        | 13     | 0      | 1     | 0     | 56       | 0        |
| 2  | 2   | V     | Gary Neville         | 34        | 1         | 7       | 0       | 0        | 0        | 12     | 0      | 1     | 0     | 54       | 1        |
| 3  | 3   | V     | Denis Irwin          | 26(3)     | 2         | 6       | 1       | 0        | 0        | 12     | 0      | 1     | 0     | 45(3)    | 3        |
| 4  | 4   | V     | David May            | 4(2)      | 0         | 1       | 0       | 2        | 0        | 0      | 0      | 0     | 0     | 7(2)     | 0        |
| 5  | 5   | V     | Ronny Johnsen        | 19(3)     | 3         | 3(2)    | 0       | 1        | 0        | 6(2)   | 0      | 1     | 0     | 30(7)    | 3        |
| 6  | 6   | V     | Jaap Stam            | 30        | 1         | 6(1)    | 0       | 0        | 0        | 13     | 0      | 1     | 0     | 50(1)    | 1        |
| 7  | 7   | KP    | David Beckham        | 33(1)     | 6         | 7       | 1       | 0(1)     | 0        | 12     | 2      | 1     | 0     | 53(2)    | 9        |
| 8  | 8   | KP    | Nicky Butt           | 22(9)     | 2         | 5       | 0       | 2        | 0        | 4(4)   | 0      | 1     | 0     | 34(13)   | 2        |
| 9  | 9   | CS    | Andy Cole            | 26(6)     | 17        | 6(1)    | 2       | 0        | 0        | 10     | 5      | 1     | 0     | 43(7)    | 24       |
| 10 | 10  | CS    | Teddy Sheringham     | 7(10)     | 2         | 1(3)    | 1       | 1        | 1        | 2(2)   | 1      | 0(1)  | 0     | 11(16)   | 5        |
| 11 | 11  | KP    | Ryan Giggs           | 20(4)     | 3         | 5(1)    | 2       | 1        | 0        | 9      | 5      | 1     | 0     | 36(5)    | 10       |
| 12 | 12  | V     | Phil Neville         | 19(9)     | 0         | 4(3)    | 0       | 2        | 0        | 4(2)   | 1      | 0(1)  | 0     | 29(15)   | 1        |
| 13 | 29  | V     | John Curtis          | 1(3)      | 0         | 0       | 0       | 3        | 0        | 0      | 0      | 0     | 0     | 4(3)     | 0        |
| 14 | 14  | KP    | Jordi Cruyff         | 0(5)      | 2         | 0       | 0       | 2        | 0        | 0(3)   | 0      | 0(1)  | 0     | 2(9)     | 2        |
| 15 | 15  | KP    | Jesper Blomqvist     | 20(5)     | 1         | 3(2)    | 0       | 0(1)     | 0        | 6(1)   | 0      | 0     | 0     | 29(9)    | 1        |
| 16 | 16  | KP    | Roy Keane            | 33(2)     | 2         | 7       | 0       | 0        | 0        | 12     | 3      | 1     | 0     | 53(2)    | 5        |
| 17 | 17  | KA    | Raimond van der Gouw | 4(1)      | 0         | 0       | 0       | 3        | 0        | 0      | 0      | 0     | 0     | 7(1)     | 0        |
| 18 | 18  | KP    | Paul Scholes         | 24(7)     | 6         | 3(3)    | 1       | 0(1)     | 0        | 10(2)  | 4      | 1     | 0     | 38(13)   | 11       |
| 19 | 19  | CS    | Dwight Yorke         | 32        | 18        | 5(3)    | 3       | 0        | 0        | 11     | 8      | 0     | 0     | 48(3)    | 29       |
| 20 | 20  | CS    | Ole Gunnar Solskjær  | 9(10)     | 12        | 4(4)    | 1       | 3        | 3        | 1(5)   | 2      | 0(1)  | 0     | 17(20)   | 18       |
| 21 | 21  | V     | Henning Berg         | 10(6)     | 0         | 5       | 0       | 3        | 0        | 3(1)   | 0      | 0(1)  | 0     | 21(8)    | 0        |
| 22 | 22  | CS    | Erik Nevland         | 0         | 0         | 0       | 0       | 0(1)     | 1        | 0      | 0      | 0     | 0     | 0(1)     | 1        |
| 23 | 23  | V     | Michael Clegg        | 0         | 0         | 0       | 0       | 3        | 0        | 0      | 0      | 0     | 0     | 3        | 0        |
| 24 | 30  | V     | Wes Brown            | 11(3)     | 0         | 2       | 0       | 0(1)     | 0        | 3(1)   | 0      | 0     | 0     | 16(5)    | 0        |
| 26 | 26  | V     | Chris Casper         | 0         | 0         | 0       | 0       | 0        | 0        | 0      | 0      | 0     | 0     | 0        | 0        |
| 28 | 28  | KP    | Philip Mulryne       | 0         | 0         | 0       | 0       | 2        | 0        | 0      | 0      | 0     | 0     | 2        | 0        |
| 29 | –   | CS    | Alex Notman          | 0         | 0         | 0       | 0       | 0(1)     | 0        | 0      | 0      | 0     | 0     | 0(1)     | 0        |
| 30 | –   | V     | Ronnie Wallwork      | 0         | 0         | 0       | 0       | 0(1)     | 0        | 0      | 0      | 0     | 0     | 0(1)     | 0        |
| 31 | 31  | KA    | Nick Culkin          | 0         | 0         | 0       | 0       | 0        | 0        | 0      | 0      | 0     | 0     | 0        | 0        |
| 33 | 33  | KP    | Mark Wilson          | 0         | 0         | 0       | 0       | 2        | 0        | 0(1)   | 0      | 0     | 0     | 2(1)     | 0        |
| 34 | 34  | KP    | Jonathan Greening    | 0(3)      | 0         | 0(1)    | 0       | 3        | 0        | 0      | 0      | 0     | 0     | 3(4)     | 0        |
| 38 | –   | V     | Danny Higginbotham   | 0         | 0         | 0       | 0       | 0        | 0        | 0      | 0      | 0     | 0     | 0        | 0        |

1. ↑  Egyes játékosok más mezszámot viseltek az UEFA-bajnokok ligájában

## Átigazolások

### Érkezők
| Dátum               | Poszt | Név              | Honnan              | Összeg        |
| ------------------- | ----- | ---------------- | ------------------- | ------------- |
| 1998. július 1.     | V     | Jaap Stam        | PSV Eindhoven       | £10,75 millió |
| 1998. július 8.     | KA    | Russell Best     | Notts County        | Ingyen        |
| 1998. július 21.    | KP    | Jesper Blomqvist | Parma               | £4,4 millió   |
| 1998. augusztus 3.  | V     | John O’Shea      | Waterford Bohemians | Ismeretlen    |
| 1998. augusztus 20. | CS    | Dwight Yorke     | Aston Villa         | £12,6 millió  |
| 1999. február 17.   | KP    | Bojan Djordjic   | Brommapojkarna      | Ismeretlen    |

### Távozók
| Dátum             | Poszt | Név              | Hova                | Összeg              |
| ----------------- | ----- | ---------------- | ------------------- | ------------------- |
| 1998. július 3.   | KP    | Ben Thornley     | Huddersfield Town   | £175 000            |
| 1998. július 4.   | KP    | Leon Mills       | Wigan Athletic      | Ismeretlen          |
| 1998. július 4.   | KA    | Adam Sadler      | Lejárt a szerződése | Lejárt a szerződése |
| 1998. július 9.   | V     | Gary Pallister   | Middlesbrough       | £2,5 millió         |
| 1998. október 8.  | KA    | Russell Best     | Lejárt a szerződése | Lejárt a szerződése |
| 1998. november 4. | V     | Chris Casper     | Reading             | £300 000            |
| 1999. március 24. | CS    | Michael Ryan     | Wrexham             | Ismeretlen          |
| 1999. március 25. | KA    | Paul Gibson      | Notts County        | Ismeretlen          |
| 1999. március 25. | KP    | Philip Mulryne   | Norwich City        | £500 000            |
| 1999. április 16. | KP    | Terry Cooke      | Manchester City     | £1 millió           |
| 1999. június 30.  | V     | Gerard Gaff      | Lejárt a szerződése | Lejárt a szerződése |
| 1999. június 30.  | CS    | Jason Hickson    | Lejárt a szerződése | Lejárt a szerződése |
| 1999. június 30.  | KA    | Peter Schmeichel | Sporting CP         | Ingyenes            |
| 1999. június 30.  | KP    | John Thorrington | Bayer Leverkusen    | Ismeretlen          |
| 1999. június 30.  | KP    | Lee Whiteley     | Salford City        | Ismeretlen          |

### Kölcsönben távozók
| -tól                 | -ig               | Poszt | Név                | Hova             |
| -------------------- | ----------------- | ----- | ------------------ | ---------------- |
| 1998. augusztus 1.   | 1999. március 10. | CS    | Michael Twiss      | Sheffield United |
| 1998. szeptember 17. | 1998. november 1. | V     | Chris Casper       | Reading          |
| 1998. október 30.    | 1999. január 9.   | KP    | Terry Cooke        | Wrexham          |
| 1998. november 1.    | 1999. június 30.  | V     | Danny Higginbotham | Royal Antwerp    |
| 1998. november 7.    | 1998. december 7. | KA    | Paul Gibson        | Hull City        |
| 1999. január 14.     | 1999. április 14. | KP    | Terry Cooke        | Manchester City  |
| 1999. január 14.     | 1999. május 31.   | CS    | Erik Nevland       | IFK Göteborg     |
| 1999. január 15.     | 1999. május 31.   | KP    | Jordi Cruyff       | Celta Vigo       |
| 1999. január 27.     | 1999. május 5.    | V     | Ronnie Wallwork    | Royal Antwerp    |
| 1999. január 27.     | 1999. május 5.    | CS    | Jamie Wood         | Royal Antwerp    |
| 1999. február 10.    | 1999. május 1.    | CS    | Alex Notman        | Aberdeen         |